# International Emmy Awards 2013
La cerimonia della 41ª edizione dei International Emmy Awards (41st International Emmy Awards) si è tenuta il 25 novembre 2013 all'Hilton Hotel di New York.
Le candidature erano state annunciate a Cannes il 7 ottobre 2013.

## International Emmy Awards
Segue una lista delle categorie con i rispettivi candidati. I vincitori sono evidenziati in grassetto in cima all'elenco di ciascuna categoria.

### Miglior serie tv drammatica
- Les Revenants – Francia
  - Accused – Regno Unito
  - Maalaala Mo Kaya – Filippine
  - Next in Line – Brasile

### Miglior serie tv commedia
- Moone Boy – Regno Unito
  - How to Enjoy the End of the World – Brasile
  - Late Nite News with Loyiso Gola – Sudafrica
  - Workingirls – Francia

### Miglior miniserie o film tv
- A Day for a Miracle – Germania
  - DramaW Mini-Series: Heaven's Ark – Giappone
  - Secret State – Regno Unito
  - SOMOS - Cadáver se necesita – Uruguay

### Miglior telenovela
- Side by Side – Brasile
  - 30 vies – Canada
  - Avenida Brasil – Brasile
  - Windeck – Angola

### Miglior attore
- Sean Bean, per la sua interpretazione in Accused – Regno Unito
  - Heino Ferch, per la sua interpretazione in Anatomy of Revenge – Germania
  - Marcos Palmeira, per la sua interpretazione in Mandrake Especial – Brasile
  - Shinichi Tsutsumi, per la sua interpretazione in Yasu - A Single Father's Story – Giappone

### Miglior attrice
- Fernanda Montenegro, per la sua interpretazione in Sweet Mother – Brasile
  - Sheridan Smith, per la sua interpretazione in Mrs. Biggs – Regno Unito
  - Li Sun, per la sua interpretazione in The Back Palace: Legend of Zhen Huan – Cina
  - Lotta Tejle, per la sua interpretazione in 30 Degrees in February – Svezia

### Miglior programma artistico
- Freddie Mercury: The Great Pretender – Regno Unito
- Hello?! Orchestra – Corea del Sud
  - Multiple Views - La Máquina Loca – Messico
  - Soundtrack – Belgio

### Miglior documentario
- 5 Broken Cameras – Francia
  - 5 de Mayo, Un Dia de Gloria – Messico
  - The Golden Hour – Nuova Zelanda
  - My Mother, Lady Bondong – Corea del Sud

### Miglior programma non sceneggiato
- Go Back to Where You Came From – Australia
  - Dear Neighbors Help Our Daughter Find Love – Israele
  - MasterChef South Africa – Sudafrica
  - Reto al Chef 2 – Colombia

### Premi speciali
- Founders Award a J. J. Abrams
- Directorate Award a Anke Schäferkordt